# Kampti (département)
Pour les articles homonymes, voir Kampti (homonymie).
Cet article concerne le département et la commune rurale. Pour le village chef-lieu, voir Kampti.
Kampti est un département et une commune rurale de la province du Poni, situé dans la région du Sud-Ouest au Burkina Faso.

## Géographie

### Démographie
- En 2006, le département comptait 43 850 habitants[1].

## Administration

### Villages
Le département et la commune rurale de Kampti est administrativement composé de cent-quatorze villages, dont le village chef-lieu (données de population consolidées issues du recensement général de 2006) :
- Bagniridouo (159 habitants)
- Bankora (39 habitants)
- Bantara (218 habitants)
- Barkpèra (310 habitants)
- Bodana (807 habitants)
- Bondoména (247 habitants)
- Boussoura (219 habitants)
- Danagnara (400 habitants)
- Danamiara (180 habitants)
- Danwassara (179 habitants)
- Difitara (95 habitants)
- Dindou (150 habitants)
- Dininémina (132 habitants)
- Dinkabra (698 habitants)
- Djiépèra (302 habitants)
- Donkoména (133 habitants)
- Fofora (2 969 habitants)
- Galgouli (1 078 habitants)
- Gbakonao (296 habitants)
- Gbalara (365 habitants)
- Gbangbankora (479 habitants)
- Gbantara (289 habitants)
- Gbelféléla (159 habitants)
- Gbonkolou (518 habitants)
- Gnélintara (228 habitants)
- Gnoyora (832 habitants)
- Gongonboulo (437 habitants)
- Gongoné (1 642 habitants)
- Gongontionao (115 habitants)
- Gotakpoulala (161 habitants)
- Guirina (1 322 habitants)
- Houlmana (247 habitants)
- Ihoura (316 habitants)
- Irinao (ou Irino) (623 habitants)
- Kampti (2 123 habitants), chef-lieu
- Kampti-Lobi (601 habitants)
- Kilingbara (310 habitants)
- Kohinena (170 habitants)
- Kompi (742 habitants)
- Konakièra (257 habitants)
- Kongara (196 habitants)
- Koroho (40 habitants)
- Kotikora (48 habitants)
- Koulantionao (58 habitants)
- Kounkana (377 habitants)
- Kounkouna (298 habitants)
- Koursièra (127 habitants)
- Kpantianao (113 habitants)
- Kpapira (406 habitants)
- Kparanta (81 habitants)
- Kpatoura (428 habitants)
- Kpintana (250 habitants)
- Kuékuéra (271 habitants)
- Larbi (419 habitants)
- Latara (121 habitants)
- Lèba (664 habitants)
- Lermitéra (333 habitants)
- Logolona (481 habitants)
- Loutionao (136 habitants)
- Maména (295 habitants)
- Mintara (264 habitants)
- Mouléra (195 habitants)
- Naboundjira (122 habitants)
- Nambira (370 habitants)
- N’Dangbara (479 habitants)
- Niamina (236 habitants)
- Niamisséo (272 habitants)
- Nimpira (96 habitants)
- Niolkara (ou Niolkar) (663 habitants)
- Nionboulola (263 habitants)
- Nokindjoura (567 habitants)
- Nokpadouo (219 habitants)
- Nouonkpalala (263 habitants)
- N’Tompira (348 habitants)
- N’Tonhéla (428 habitants)
- Olkoro (216 habitants)
- Ouadaradouo (356 habitants)
- Ouarbio (90 habitants)
- Ouationao (528 habitants)
- Ouèouèrèouè (79 habitants)
- Passéna (352 habitants)
- Pièna (295 habitants)
- Pokarana (222 habitants)
- Polla-Kampti (237 habitants)
- Poltionao (302 habitants)
- Poniro (251 habitants)
- Sakalao (230 habitants)
- Sambitèra (99 habitants)
- Sangbatara (246 habitants)
- Sangoulanti (ou Sangboulanti) (296 habitants)
- Sétoundouo (694 habitants)
- Soromboura (197 habitants)
- Takpouloula (227 habitants)
- Tièmana (135 habitants)
- Timbiéla (ou Timbiel) (89 habitants)
- Tinkakpèrèra (137 habitants)
- Tinkiro (149 habitants)
- Tintoura (228 habitants)
- Tiobiel (246 habitants)
- Tiopanao (479 habitants)
- Tiopolo (ou Tiokpolo) (498 habitants)
- Tiosséra (485 habitants)
- Tobinkora (354 habitants)
- Tobroura (271 habitants)
- Tognora (97 habitants)
- Tohévara (233 habitants)
- Tompéna (2 232 habitants)
- Tompoména (696 habitants)
- Torkora (561 habitants)
- Tormana (285 habitants)
- Torohiri (441 habitants)
- Tountana-Sèboura (569 habitants)
- Yolonhiéra (ou Yolonhira) (274 habitants)